# Các tiểu bang Trung Đông Nam
Các tiểu bang Trung Đông Nam (tiếng Anh: East South Central States) hình thành một trong chín phân vùng điều tra dân số của Cục Điều tra Dân số Hoa Kỳ.
Bốn tiểu bang hợp thành phân vùng này là: Alabama, Kentucky, Mississippi, và Tennessee. Phân vùng này là một trong ba phần hợp thành vùng điều tra dân số lớn hơn được biết là Nam Hoa Kỳ (hai phân vùng còn lại là Các tiểu bang Nam Đại Tây Dương và Các tiểu bang Trung Tây Nam).
Các tiểu bang Trung Đông Nam hình thành hạt nhân của vùng Cựu Dixie, một trong chín vùng tinh thần mà James Patterson và Peter Kim định dạng trong tiểu thuyết địa chính trị nổi tiếng và bán chạy nhất trong năm 1991 có tựa đề là The Day America Told The Truth.

## Nhân khẩu
Tính đến năm 2000, các tiểu bang Trung Đông Nam có dân số kết hợp là 17.022.810 người. Con số này được ước tính gia tăng 3,48% vào năm 2005 lên đến 17.615.260 người. Các tiểu bang Trung Đông Nam có diện tích kết hợp là 178.596 dặm vuông Anh (462.560 km2) và mật độ dân số là 95,31 người trên 1 dặm vuông Anh.
| Tiểu bang   | Ước tính năm 2005  | Diện tích       | Mật độ dân số   |
| ----------- | ------------------ | --------------- | --------------- |
| Alabama     | 4.557.808 (hạng 2) | 50.744 (hạng 1) | 87,64 (hạng 3)  |
| Kentucky    | 4.173.405 (hạng 3) | 39.728 (hạng 4) | 101,74 (hạng 2) |
| Mississippi | 2.921.088 (hạng 4) | 46.907 (hạng 2) | 60,64 (hạng 4)  |
| Tennessee   | 5.962.959 (hạng 1) | 41.217 (hạng 3) | 138,03 (hạng 1) |

|    | Thành phố                 | Dân số năm 2000. |
| -- | ------------------------- | ---------------- |
| 1  | Memphis, Tennessee        | 650.100          |
| 2  | Louisville, Kentucky      | 551.188          |
| 3  | Nashville, Tennessee      | 545.524          |
| 4  | Lexington, Kentucky       | 260.512          |
| 5  | Birmingham, Alabama       | 242.820          |
| 6  | Montgomery, Alabama       | 201.568          |
| 7  | Mobile, Alabama           | 198.915          |
| 8  | Jackson, Mississippi      | 184.256          |
| 9  | Knoxville, Tennessee      | 173.890          |
| 10 | Huntsville, Alabama       | 158.216          |
| 11 | Chattanooga, Tennessee    | 155.554          |
| 12 | Clarksville, Tennessee    | 103.455          |
| 13 | Tuscaloosa, Alabama       | 77.906           |
| 14 | Gulfport, Mississippi     | 71.127           |
| 15 | Murfreesboro, Tennessee   | 68.816           |
| 16 | Hoover, Alabama           | 62.742           |
| 17 | Jackson, Tennessee        | 59.643           |
| 18 | Dothan, Alabama           | 57.737           |
| 19 | Johnson City, Tennessee   | 55.469           |
| 20 | Owensboro, Kentucky       | 54.067           |
| 21 | Decatur, Alabama          | 53.929           |
| 22 | Biloxi, Mississippi       | 50.644           |
| 23 | Bowling Green, Kentucky   | 49.296           |
| 24 | Kingsport, Tennessee      | 44.905           |
| 25 | Hattiesburg, Mississippi  | 44.779           |
| 26 | Covington, Kentucky       | 43.370           |
| 27 | Auburn, Alabama           | 42.987           |
| 28 | Franklin, Tennessee       | 41.842           |
| 29 | Greenville, Mississippi   | 41.633           |
| 30 | Hendersonville, Tennessee | 40.620           |